# Giọng hát Việt (mùa 2)
Mùa thứ hai của Giọng hát Việt, một cuộc thi ca hát tương tác truyền hình thực tế, bắt đầu từ ngày 19 tháng 5 năm 2013 trên sóng VTV3, Đài Truyền hình Việt Nam.
Chương trình làm theo khuôn mẫu và sản xuất dựa theo bản nhượng quyền từ chương trình truyền hình Hà Lan The Voice of Holland, sáng tạo và phát triển bởi John de Mol lần đầu tiên vào 2010 và tương tự The Voice (Mỹ).
Vào ngày 19 tháng 5 năm 2013, 4 giám khảo cho mùa thứ hai đã được chọn. Đó là Mỹ Linh, Hồng Nhung, Quốc Trung và Đàm Vĩnh Hưng. Họ sẽ dẫn dắt một nhóm gồm 16 người.
Giải thưởng cho nhà vô địch mùa thứ hai là 500 triệu đồng Việt Nam và một hợp đồng thu âm với hãng ghi âm Universal Republic cùng nhiều giải phụ khác..

## Đội
Chú thích
| - Nhà vô địch - Á quân 1 - Á quân 2 - Á quân 3 | - Thí sinh bị loại ở vòng Liveshow - Thí sinh được cứu lại bởi HLV khác - Thí sinh bị loại ở vòng Đo ván - Thí sinh bị loại ở vòng đối đầu |

| Huấn luyện viên   | Top 64 thí sinh     | Top 64 thí sinh     | Top 64 thí sinh         | Top 64 thí sinh       | Top 64 thí sinh |
| ----------------- | ------------------- | ------------------- | ----------------------- | --------------------- | --------------- |
| Mỹ Linh           |                     |                     |                         |                       |                 |
| Nguyễn Hoàng Tôn  | Nguyễn Thái Quang   | Dương Hoàng Yến     | Trần Thị Diễm Hương     | Trần Huyền My         |                 |
| Nguyễn Thị Ý Nhi  | Phạm Thị Thanh Trúc | Nguyễn Phan Tuấn    | Nguyễn Nhật Thu         | Đỗ Hoàng Viễn Dương   |                 |
| Nguyễn Văn Tây    | Nguyễn Hồng Nhung   | Trần Hoàng          | Trần Thụy Bình Quyên    | Lê Thùy An            |                 |
| Lê Đức Hùng       | Nguyễn Đình Nhân    | Ngô Huỳnh Trúc Vy   |                         |                       |                 |
| Đàm Vĩnh Hưng     |                     |                     |                         |                       |                 |
| Vũ Thảo My        | Nguyễn Song Tú      | Nguyễn Ngọc Trâm    | Nguyễn Trần Minh Sang   | Nguyễn Văn Viết       |                 |
| Nguyễn Sơn Hải    | Nguyễn Đức Thuận    | Nguyễn Quân         | Trần Thị Hồng Gấm       | Phạm Quốc Huy         |                 |
| Vũ Cát Tường      | Phạm Hà Linh        | Trần Thị Diễm Hương | Hoàng Thiên Minh Trị    | Nguyễn Trà My         |                 |
| Đinh Quốc Anh Huy | Đặng Đăng Thanh     | Nguyễn Bá Phú Quý   |                         |                       |                 |
| Hồng Nhung        |                     |                     |                         |                       |                 |
| Vũ Cát Tường      | Phạm Hà Linh        | Âu Bảo Ngân         | Đỗ Thành Nam            | Hoàng Nhật Minh       |                 |
| Trương Thảo Nhi   | Lưu Thanh Thanh     | Trần Thị Hoàng Oanh | Nguyễn Xuân Lân         | Nguyễn Thị Khánh Ly   |                 |
| Phạm Khánh Duy    | Phạm Thị Thanh Trúc | Đinh Thị My Hoàn    | Y Kroc                  | Đoàn Mạnh Thắng       |                 |
| Hồ Khánh Hà       | Nguyễn Đức Tùng     | Trần Cao Cẩm Tú     |                         |                       |                 |
| Quốc Trung        |                     |                     |                         |                       |                 |
| Trần Vũ Hà My     | Trần Thái Châu      | Đinh Thị My Hoàn    | Phạm Khánh Duy          | Nguyễn Lâm Hoàng Phúc |                 |
| Lý Minh Trí       | Nông Tiến Bắc       | Lê Nguyệt Anh       | Nguyễn Dương Nhật Quang | Trần Đào Anh Vũ       |                 |
| Nguyễn Văn Viết   | Nguyễn Quân         | Lê Gia Bảo          | Huỳnh Nữ Thủy Tiên      | Trương Ngọc Dung      |                 |
| Thân Trọng Nghĩa  | Trần Tuấn           | Phạm Thị Ngọc Lan   |                         |                       |                 |

## Vòng Blind Audition (Giấu mặt)
Trong vòng giấu mặt, các huấn luyện viên sẽ tiến hành " tuyển quân " để tìm cho mình một đội 16 người. Các huấn luyện viên sẽ ngồi quay lưng lại với thí sinh và không được biết bất cứ thông tin gì của thí sinh trừ giọng hát. Khi họ thấy muốn "tuyển" thí sinh đó vào đội thì phải nhấn nút "TÔI CHỌN BẠN" trong khi phần thi của thí sinh chưa kết thúc. Nếu chỉ một huấn luyện viên quay lại, thí sinh sẽ về đội người đó. Nếu có nhiều huấn luyện viên quay lại, thí sinh được phép chọn lựa huấn luyện viên mình thích và huấn luyện viên cũng được phép dùng mọi cách để " chiêu mộ nhân tài" cho đội của mình. Huấn luyện viên đã đầy chỗ sẽ dừng tuyển trong khi các huấn luyện viên khác tiếp tục. Vòng giấu mặt kết thúc ngay khi tất cả các huấn luyện viên dừng tuyển vì đủ chỗ.

#### Tập 1 (19/05/2013)
| Giám khảo nhấn nút 'TÔI CHỌN BẠN' | Không Giám khảo nào nhấn 'TÔI CHỌN BẠN' | Thí sinh chỉ có một lựa chọn giám khảo | Giám khảo được chọn | Thí sinh được từ 2 giám khảo lựa chọn trở lên |

| Thứ tự | Thí sinh (Tuổi, quê quán)                   | Bài hát dự thi (Sáng tác)                                                           | Sự lựa chọn của thí sinh và giám khảo | Sự lựa chọn của thí sinh và giám khảo | Sự lựa chọn của thí sinh và giám khảo | Sự lựa chọn của thí sinh và giám khảo |
| Thứ tự | Thí sinh (Tuổi, quê quán)                   | Bài hát dự thi (Sáng tác)                                                           | Quốc Trung                            | Hồng Nhung                            | Đàm Vĩnh Hưng                         | Mỹ Linh                               |
| ------ | ------------------------------------------- | ----------------------------------------------------------------------------------- | ------------------------------------- | ------------------------------------- | ------------------------------------- | ------------------------------------- |
| 1      | Phạm Khánh Duy (27, Tp. Hồ Chí Minh)        | When you say you love me (Mark Hammond, Robin Scoffield)                            |                                       |                                       |                                       | —                                     |
| 2      | Nguyễn Trần Minh Sang (29, Tp. Hồ Chí Minh) | Nơi tình yêu bắt đầu (Tiến Minh)                                                    |                                       | —                                     |                                       | —                                     |
| 3      | Lê Gia Bảo (22, Thừa Thiên Huế)             | Saving all my love for you (Michael Masser, Gerry Goffin, Whitney Houston)          |                                       | —                                     |                                       | —                                     |
| 4      | Nguyễn Văn Viết (27, Hà Nội)                | Gánh hàng rau (Hồ Hoài Anh)                                                         |                                       |                                       | —                                     |                                       |
| 5      | Võ Ngọc Khánh (20, Đà Nẵng)                 | Listen (Henry Krieger, Scott Cutler, Anne Preven, Beyoncé Knowles)                  | —                                     | —                                     | —                                     | —                                     |
| 6      | Thân Trọng Nghĩa (26, Tp. Hồ Chí Minh)      | Here without you (Gene Clark)                                                       |                                       |                                       |                                       |                                       |
| 7      | Trần Thụy Bình Quyên (20, Tp. Hồ Chí Minh)  | I cried for you (Arthur Freed, Abe Lyman, Gus Arnheim)                              | —                                     | —                                     | —                                     |                                       |
| 8      | Phạm Hà Linh (26, Hà Nội)                   | Em vẫn muốn yêu anh (Phương Uyên)                                                   | —                                     |                                       |                                       | —                                     |
| 9      | Đoàn Mạnh Thắng (26, Hà Nội)                | My love (Justin Timberlake, Tim Mosley, Nate "Danja" Hills, Clifford Joseph Harris) |                                       |                                       | —                                     | —                                     |
| 10     | Âu Bảo Ngân (24, Sóc Trăng)                 | I could have danced all night (Frederick Loewe, Alan Jay Lerner)                    | —                                     |                                       | —                                     |                                       |
| 11     | Trương Thảo Nhi (20, Tp. Hồ Chí Minh)       | Cặp ba lá (Lê Minh Sơn)                                                             | —                                     |                                       | —                                     |                                       |
| 12     | Vũ Thảo My (16, Nam Định)                   | You and I (Lady Gaga, Stefani Germanotta)                                           |                                       |                                       |                                       |                                       |

#### Tập 2 (26/05/2013)
| Giám khảo nhấn nút 'TÔI CHỌN BẠN' | Không Giám khảo nào nhấn 'TÔI CHỌN BẠN' | Thí sinh chỉ có một lựa chọn giám khảo | Giám khảo được chọn | Thí sinh được từ 2 giám khảo lựa chọn trở lên |

| Thứ tự | Thí sinh (Tuổi, quê quán)                  | Bài hát dự thi (Sáng tác)                                                                                   | Sự lựa chọn của thí sinh và giám khảo | Sự lựa chọn của thí sinh và giám khảo | Sự lựa chọn của thí sinh và giám khảo | Sự lựa chọn của thí sinh và giám khảo |
| Thứ tự | Thí sinh (Tuổi, quê quán)                  | Bài hát dự thi (Sáng tác)                                                                                   | Quốc Trung                            | Hồng Nhung                            | Đàm Vĩnh Hưng                         | Mỹ Linh                               |
| ------ | ------------------------------------------ | --- | ------------------------------------- | ------------------------------------- | ------------------------------------- | ------------------------------------- |
| 1      | Trần Huyền My (17, Hà Nội)                 | Hero (Mariah Carey, Walter Afanasieff)                                                                      | —                                     | —                                     | —                                     |                                       |
| 2      | Nguyễn Đình Nhân (20, Đà Nẵng)             | Mắt đen (Trần Lập)                                                                                          | —                                     |                                       | —                                     |                                       |
| 3      | Trần Hoàng (25, Quảng Trị)                 | Chỉ còn riêng anh (Đinh Mạnh Ninh)                                                                          |                                       | —                                     | —                                     |                                       |
| 4      | Nguyễn Quân (24, Tp. Hồ Chí Minh)          | One more night (Adam Levine, Shellback, Max Martin, Savan Kotecha)                                          |                                       |                                       |                                       |                                       |
| 5      | Nguyễn Thị Ngọc Ngà (19, Hải Dương)        | Hạ trắng (Trịnh Công Sơn)                                                                                   | —                                     | —                                     | —                                     | —                                     |
| 6      | không rõ ?, từ không rõ                    | Home (Michael Bublé, Alan Chang, Amy Foster-Gillies)                                                        | —                                     | —                                     | —                                     | —                                     |
| 7      | không rõ ?, từ không rõ                    | Bay (Nguyễn Hải Phong)                                                                                      | —                                     | —                                     | —                                     | —                                     |
| 8      | không rõ ?, từ không rõ                    | Biển nhớ (Trịnh Công Sơn)                                                                                   | —                                     | —                                     | —                                     | —                                     |
| 9      | Hoàng Thiên Minh Trị (26, Tp. Hồ Chí Minh) | Love the way you lie (Marshall Mathers, Alexander Grant, Holly Hafermann)                                   | —                                     | —                                     |                                       | —                                     |
| 10     | Trần Vũ Hà My (28, Tp. Hồ Chí Minh)        | Hoang dại (Stress) (Phương Uyên)                                                                            |                                       | —                                     |                                       |                                       |
| 11     | Hoàng Nhật Minh (29, Thanh Hóa)            | Hãy quay về khi còn yêu nhau (Hồ Quỳnh Hương)                                                               | —                                     |                                       |                                       |                                       |
| 12     | Lê Đức Hùng (23, Tp. Hồ Chí Minh)          | Do it like a dude (Jessica Cornish, George Astasio, Jason Pebworth, Jon Shave, Kyle Abrahams, Peter Ighile) | —                                     | —                                     | —                                     |                                       |
| 13     | Nguyễn Phan Tuấn (20, Hà Nội)              | Lắng nghe mùa xuân về (Dương Thụ)                                                                           | —                                     | —                                     | —                                     |                                       |
| 14     | Nguyễn Bá Phú Quý (26, Huế)                | Forever and one (Haloween)                                                                                  | —                                     | —                                     |                                       | —                                     |
| 15     | Phạm Thị Ngọc Lan (?, ?)                   | ? |                                       | không rõ                              | không rõ                              | không rõ                              |
| 16     | Nguyễn Trà My (21, Nghệ An)                | Nỗi đau ngự trị (Lương Bằng Quang)                                                                          |                                       |                                       |                                       | —                                     |
| 17     | Nguyễn Thị Khánh Ly (17, Đà Nẵng)          | I will always love you (Dolly Parton)                                                                       | —                                     |                                       |                                       |                                       |
| 18     | Nguyễn Hoàng Tôn (24, Tp. Hồ Chí Minh)     | Em không quay về (Hoàng Tôn)                                                                                |                                       |                                       |                                       |                                       |

#### Tập 3 (09/06/2013)
| Giám khảo nhấn nút 'TÔI CHỌN BẠN' | Không Giám khảo nào nhấn 'TÔI CHỌN BẠN' | Thí sinh chỉ có một lựa chọn giám khảo | Giám khảo được chọn | Thí sinh được từ 2 giám khảo lựa chọn trở lên |

| Thứ tự | Thí sinh (Tuổi, quê quán)                 | Bài hát dự thi (Sáng tác)                      | Sự lựa chọn của thí sinh và giám khảo | Sự lựa chọn của thí sinh và giám khảo | Sự lựa chọn của thí sinh và giám khảo | Sự lựa chọn của thí sinh và giám khảo |
| Thứ tự | Thí sinh (Tuổi, quê quán)                 | Bài hát dự thi (Sáng tác)                      | Quốc Trung                            | Hồng Nhung                            | Đàm Vĩnh Hưng                         | Mỹ Linh                               |
| ------ | ----------------------------------------- | ---------------------------------------------- | ------------------------------------- | ------------------------------------- | ------------------------------------- | ------------------------------------- |
| 1      | Đặng Đăng Thanh (23, Gia Lai)             | Góc tối (Nguyễn Hải Phong)                     | —                                     | —                                     |                                       | —                                     |
| 2      | Lý Minh Trí (27, Tp. Hồ Chí Minh)         | Ain't no sunshine (Bill Withers)               |                                       | —                                     | —                                     | —                                     |
| 3      | Đinh Quốc Anh Huy (21, Tp. Hồ Chí Minh)   | Cỏ và mưa (Giáng Son)                          |                                       | —                                     |                                       | —                                     |
| 4      | Đỗ Thành Nam (22, Hà Nội)                 | Lặng thầm một tình yêu (Thanh Bùi, Viễn Trình) | —                                     |                                       |                                       | —                                     |
| 5      | Y Krốc (28, Đắk Nông)                     | Hallelujah (Leonard Cohen)                     |                                       |                                       | —                                     | —                                     |
| 6      | Nguyễn Văn Tây (23, Đà Nẵng)              | I won't let go (Steve Robson, Jason Sellers)   | —                                     |                                       | —                                     |                                       |
| 7      | Nguyễn Thị Ý Nhi (19, Gia Lai)            | Nuối tiếc (Hồ Hoài Anh)                        | —                                     |                                       | —                                     |                                       |
| 8      | Hồ Thị Khánh Hà (24, Thừa Thiên Huế)      | Torn (Creed)                                   |                                       |                                       | —                                     |                                       |
| 9      | Trần Thị Diễm Hương (19, Tp. Hồ Chí Minh) | What's up (Linda Perry)                        |                                       | —                                     |                                       |                                       |
| 10     | Trần Thị Hoàng Oanh (25, Tp. Hồ Chí Minh) | Zombie (Dolores O'Riordan)                     |                                       |                                       |                                       |                                       |
| 11     | Vũ Cát Tường (21, An Giang)               | Đông (Vũ Cát Tường)                            |                                       |                                       |                                       |                                       |

- Trong bảng trên chỉ liệt kê các phần dự được trình diễn trọn vẹn, không bao gồm các phần dự thi được nhắc qua

#### Tập 4 (16/06/2013)
| Giám khảo nhấn nút 'TÔI CHỌN BẠN' | Không Giám khảo nào nhấn 'TÔI CHỌN BẠN' | Thí sinh chỉ có một lựa chọn giám khảo | Giám khảo được chọn | Thí sinh được từ 2 giám khảo lựa chọn trở lên |

| Thứ tự | Thí sinh (Tuổi, quê quán)                     | Bài hát dự thi (Sáng tác)                           | Sự lựa chọn của thí sinh và giám khảo | Sự lựa chọn của thí sinh và giám khảo | Sự lựa chọn của thí sinh và giám khảo | Sự lựa chọn của thí sinh và giám khảo |
| Thứ tự | Thí sinh (Tuổi, quê quán)                     | Bài hát dự thi (Sáng tác)                           | Quốc Trung                            | Hồng Nhung                            | Đàm Vĩnh Hưng                         | Mỹ Linh                               |
| ------ | --------------------------------------------- | --------------------------------------------------- | ------------------------------------- | ------------------------------------- | ------------------------------------- | ------------------------------------- |
| 1      | Đỗ Hoàng Viễn Dương (?, ?)                    | Moondance (Van Morrison)                            |                                       | —                                     | —                                     |                                       |
| 2      | Lê Nguyệt Anh (23, Hà Nội)                    | Amazing grace (John Newton)                         |                                       | —                                     | —                                     |                                       |
| 3      | Nguyễn Thái Quang (22, Thái Nguyên)           | Mất trí (Tăng Nhật Tuệ)                             | —                                     | —                                     | —                                     |                                       |
| 4      | Chen Yen Zhen (19, Tp. Hồ Chí Minh)           | Impossible (Arnthor Birgisson, Ina Wroldsen)        | —                                     | —                                     | —                                     | —                                     |
| 5      | Phạm Quốc Huy (23, Hà Nội)                    | Xin lỗi (Mỹ Tâm)                                    | —                                     | —                                     |                                       | —                                     |
| 6      | Nguyễn Lâm Hoàng Phúc (20, Tp. Hồ Chí Minh)   | Skyfall (Adele Adkins, Paul Epworth)                |                                       | —                                     | —                                     | —                                     |
| 7      | Trần Thị Hồng Gấm (20, Bình Định)             | Một cõi đi về (Trịnh Công Sơn)                      | —                                     | —                                     |                                       | —                                     |
| 8      | Lê Thùy An (25, Hà Nội)                       | Promise me (Beverley Craven)                        |                                       |                                       | —                                     |                                       |
| 9      | Nguyễn Dương Nhật Quang (29, Tp. Hồ Chí Minh) | For the first time (Danny O'Donoghue, Mark Sheehan) |                                       |                                       |                                       |                                       |
| 10     | Nông Tiến Bắc (26, Hà Nội)                    | Hero (Enrique Iglesias, Paul Barry, Mark Taylor)    |                                       |                                       | —                                     | —                                     |
| 11     | Nguyễn Xuân Lân (24, Tp. Hồ Chí Minh)         | Use somebody (Kings of Leon)                        |                                       |                                       |                                       |                                       |

- Danh sách trên không bao gồm các phần dự thi được nhắc qua

#### Tập 5 (23/06/2013)
| Giám khảo nhấn nút 'TÔI CHỌN BẠN' | Không Giám khảo nào nhấn 'TÔI CHỌN BẠN' | Thí sinh chỉ có một lựa chọn giám khảo | Giám khảo được chọn | Thí sinh được từ 2 giám khảo lựa chọn trở lên |

| Thứ tự | Thí sinh (Tuổi, quê quán)              | Bài hát dự thi (Sáng tác)                      | Sự lựa chọn của thí sinh và giám khảo | Sự lựa chọn của thí sinh và giám khảo | Sự lựa chọn của thí sinh và giám khảo | Sự lựa chọn của thí sinh và giám khảo |
| Thứ tự | Thí sinh (Tuổi, quê quán)              | Bài hát dự thi (Sáng tác)                      | Quốc Trung                            | Hồng Nhung                            | Đàm Vĩnh Hưng                         | Mỹ Linh                               |
| ------ | -------------------------------------- | ---------------------------------------------- | ------------------------------------- | ------------------------------------- | ------------------------------------- | ------------------------------------- |
| 1      | Phạm Thanh Trúc (21, Tp. Hồ Chí Minh)  | Bài ca trên đồi (Mạnh Trí)                     | —                                     |                                       |                                       | —                                     |
| 2      | Nguyễn Hồng Nhung (19, Hà Nội)         | Once upon a dream (Jack Lawrence, Sammy Fain)  | —                                     |                                       | —                                     |                                       |
| 3      | Trần Cao Cẩm Tú (20, Tp. Hồ Chí Minh)  | Don't know why (Jesse Harris)                  |                                       |                                       | —                                     |                                       |
| 4      | Trần Đào Anh Vũ (24, Tp. Hồ Chí Minh)  | If I ain't got you (Alicia Keys)               |                                       |                                       | —                                     | —                                     |
| 5      | Nguyễn Song Tú (31, Tp. Hồ Chí Minh)   | Nothing compares to you (Prince)               |                                       |                                       |                                       | —                                     |
| 6      | Nguyễn Ngọc Trâm (17, Nghệ An)         | Anh (Xuân Phương)                              | —                                     |                                       |                                       |                                       |
| 7      | Nguyễn Trung Hiếu (30, Hà Nội)         | Sometimes when we touch (Dan Hill, Barry Mann) | —                                     | —                                     | —                                     | —                                     |
| 8      | Ngô Huỳnh Trúc Vy (25, Kon Tum)        | Diễm xưa (Trịnh Công Sơn)                      | —                                     |                                       | —                                     |                                       |
| 9      | Dương Hoàng Yến (22, Hà Nội)           | "Adagio" (Lara Fabian)                         |                                       |                                       |                                       |                                       |
| 10     | Trương Ngọc Dung (30, Tp. Hồ Chí Minh) | If I were a boy (BC Jean, Toby Gad)            |                                       | —                                     | —                                     | —                                     |
| 11     | Nguyễn Sơn Hải (22, Thái Nguyên)       | Chưa bao giờ (Việt Anh)                        | —                                     | —                                     |                                       | —                                     |

## Vòng Battle (Đối đầu)
Mỗi Huấn luyện viên sẽ chia 16 thí sinh trong đội của mình làm 8 cặp song ca, đồng thời chọn cho mỗi cặp song ca một bài hát. Hai thí sinh này sẽ được chính huấn luyện viên và người cộng tác (của huấn luyện viên đó) hướng dẫn để có phần trình diễn tốt nhất trên sân khấu.
Sau thời gian hướng dẫn, vòng đối đầu được ghi hình. Sân khấu sẽ được thiết kế giống như một võ đài và hai thí sinh bước ra cùng trình diễn bài hát đã được tập trước các huấn luyện viên. Sau cuộc thi đấu, các huấn luyện viên đưa ra lời nhận xét. Ba huấn luyện viên còn lại có thể đưa ra dự đoán thí sinh lọt vào vòng trong theo ý thích, nhưng quyền quyết định thí sinh nào ở lại và thí sinh nào ra về lại thuộc về huấn luyện viên chủ quản của hai thí sinh đó.
Sau khi huấn luyện viên chủ quản nhận xét xong thì sẽ quyết định một người lọt vào vòng Đo ván. Thí sinh còn lại chính thức không còn là người của đội huấn luyện viên chủ quản.
Khi đó, ba huấn luyện viên còn lại chính thức bước vào cuộc cạnh tranh mới: cứu thí sinh. Nếu họ thích thí sinh bị loại này, họ có quyền nhấn vào nút. Lúc này luật chơi lại giống vòng Giấu mặt. Nếu thí sinh chỉ có một huấn luyện viên cứu thì mặc nhiên thí sinh đó thuộc về huấn luyện viên này và lọt vào vòng Đo ván. Nếu thí sinh có nhiều huấn luyện viên muốn cứu thì quyền quyết định theo đội nào sẽ thuộc về thí sinh. Mỗi huấn luyện viên sẽ có 2 quyền cứu 2 thí sinh.
Nhờ có luật cứu mà chương trình đã giữ lại được những thí sinh hát hay nhưng không may phải bắt cặp với những thí sinh hát hay khác.
     – Thắng đối đầu trực tiếp
     – Thua đối đầu trực tiếp
     – Thua đối đầu trực tiếp nhưng được cứu

### ĐộiQuốc Trung
| STT | Tuần phát sóng     | Bài hát đối đầu (Sáng tác)                                                                     | Thí sinh thắng          | Thí sinh thua      | Huấn luyện viên cướp | Huấn luyện viên cướp | Huấn luyện viên cướp |
| STT | Tuần phát sóng     | Bài hát đối đầu (Sáng tác)                                                                     | Thí sinh thắng          | Thí sinh thua      | Hồng Nhung           | Đàm Vĩnh Hưng        | Mỹ Linh              |
| --- | ------------------ | ---------------------------------------------------------------------------------------------- | ----------------------- | ------------------ | -------------------- | -------------------- | -------------------- |
| 1   | Tuần 1 (30/6/2013) | Just the way you are (Peter Hernandez, Philip Lawrence, Ari Levine, Khalil Walton, Khari Cain) | Nguyễn Dương Nhật Quang | Nguyễn Quân        | —                    |                      |                      |
| 2   | Tuần 2 (14/7/2013) | Làm ơn (Trần Trung Đức)                                                                        | Trần Đào Anh Vũ         | Phạm Thị Ngọc Lan  | —                    | —                    | —                    |
| 3   | Tuần 3 (21/7/2013) | Đường cong (Nguyễn Hải Phong)                                                                  | Trần Vũ Hà My           | Phạm Gia Bảo       | —                    | —                    | —                    |
| 4   | Tuần 4 (28/7/2013) | Biết rằng (Đức Trí)                                                                            | Lý Minh Trí             | Trương Ngọc Dung   | —                    | —                    | —                    |
| 5   | Tuần 4 (28/7/2013) | Feeling good (Anthony Newley, Leslie Bricusse)                                                 | Trần Thái Châu          | Nguyễn Văn Viết    | —                    |                      |                      |
| 6   | Tuần 4 (28/7/2013) | You know I'm no good (Amy Winehouse)                                                           | Nguyễn Lâm Hoàng Phúc   | Huỳnh Nữ Thủy Tiên | —                    | —                    | —                    |
| 7   | Tuần 5 (11/8/2013) | Biển và ánh trăng (Dương Cầm)                                                                  | Lê Nguyệt Anh           | Trần Tuấn          | —                    | —                    | —                    |
| 8   | Tuần 5 (11/8/2013) | Linh hồn và thể xác (Nguyễn Hải Phong)                                                         | Nông Tiến Bắc           | Thân Trọng Nghĩa   | —                    | —                    | —                    |

### ĐộiHồng Nhung
| STT | Tuần phát sóng     | Bài hát đối đầu (Sáng tác) | Thí sinh thắng      | Thí sinh thua    | Huấn luyện viên cướp | Huấn luyện viên cướp | Huấn luyện viên cướp |
| STT | Tuần phát sóng     | Bài hát đối đầu (Sáng tác) | Thí sinh thắng      | Thí sinh thua    | Quốc Trung           | Đàm Vĩnh Hưng        | Mỹ Linh              |
| --- | ------------------ | --- | ------------------- | ---------------- | -------------------- | -------------------- | -------------------- |
| 1   | Tuần 1 (30/6/2013) | Chạy mưa (Phạm Toàn Thắng) | Trương Thảo Nhi     | Đinh Thị My Hoàn |                      | —                    | —                    |
| 2   | Tuần 1 (30/6/2013) | Họa mi hót trong mưa (Dương Thụ) | Nguyễn Thị Khánh Ly | Trần Cao Cẩm Tú  | —                    | —                    | —                    |
| 3   | Tuần 2 (14/7/2013) | As long as you love me (Andre Lindal, Justin Bieber, Nasri Atweh, Rodney Jerkins, Sean Anderson) What comes around, goes around (Justin Timberlake, Tim Mosley, Nate "Danja" Hills) | Lưu Thanh Thanh     | Đoàn Mạnh Thắng  | —                    | —                    | —                    |
| 4   | Tuần 3 (21/7/2013) | Grenade (Bruno Mars, Philip Lawrence, Ari Levine, Brody Brown, Claude Kelly, Andrew Wyatt)                                                                                          | Nguyễn Xuân Lân     | Nguyễn Đức Tùng  | —                    | —                    | —                    |
| 5   | Tuần 4 (28/7/2013) | Dư âm (Nguyễn Văn Tý) | Hoàng Nhật Minh     | Phạm Thanh Trúc  | —                    | —                    |                      |
| 6   | Tuần 5 (11/8/2013) | Girl on fire (Alicia Keys, Salaam Remi, Jeff Bhasker, Billy Squier) | Trần Thị Hoàng Oanh | Hồ Khánh Hà      | —                    | —                    | —                    |
| 7   | Tuần 5 (11/8/2013) | Nhìn lại (Thành Thịnh) | Đỗ Thành Nam        | Y Kroc           | —                    | —                    | —                    |
| 8   | Tuần 5 (11/8/2013) | The prayer (David Foster, Carole Bayer Sager, Alberto Testa, Tony Renis) | Âu Bảo Ngân         | Phạm Khánh Duy   |                      | —                    | —                    |

### ĐộiĐàm Vĩnh Hưng
| STT | Tuần phát sóng     | Bài hát đối đầu (Sáng tác)                           | Thí sinh thắng        | Thí sinh thua        | Huấn luyện viên cướp | Huấn luyện viên cướp | Huấn luyện viên cướp |
| STT | Tuần phát sóng     | Bài hát đối đầu (Sáng tác)                           | Thí sinh thắng        | Thí sinh thua        | Quốc Trung           | Hồng Nhung           | Mỹ Linh              |
| --- | ------------------ | ---------------------------------------------------- | --------------------- | -------------------- | -------------------- | -------------------- | -------------------- |
| 1   | Tuần 1 (30/6/2013) | Chàng hát rong (Bảo Lan)                             | Nguyễn Đức Thuận      | Đặng Đăng Thanh      | —                    | —                    | —                    |
| 2   | Tuần 1 (30/6/2013) | Anh sẽ nhớ mãi (Đức Trí)                             | Nguyễn Trần Minh Sang | Đinh Quốc Anh Huy    | —                    | —                    | —                    |
| 3   | Tuần 2 (14/7/2013) | Endless love (Lionel Richie)                         | Nguyễn Sơn Hải        | Phạm Hà Linh         |                      |                      |                      |
| 4   | Tuần 3 (21/7/2013) | To love you more (David Foster, Edgar Bronfman, Jr.) | Trần Thị Hồng Gấm     | Trần Thị Diễm Hương  | —                    |                      |                      |
| 5   | Tuần 3 (21/7/2013) | One night only (Tom Eyen, Henry Krieger)             | Nguyễn Song Tú        | Vũ Cát Tường         |                      |                      |                      |
| 6   | Tuần 4 (28/7/2013) | Yêu mình anh (Dada)                                  | Phạm Quốc Huy         | Nguyễn Bá Phú Quý    | —                    | —                    | —                    |
| 7   | Tuần 5 (11/8/2013) | Dệt tầm gai (Nhạc: Ngọc Đại Thơ: Vi Thùy Linh)       | Vũ Thảo My            | Hoàng Thiên Minh Trị | —                    | —                    | —                    |
| 8   | Tuần 5 (11/8/2013) | Và em có anh (Nhạc: Lee Han Boem Lời: Quốc Bảo)      | Nguyễn Ngọc Trâm      | Nguyễn Trà My        | —                    | —                    | —                    |

### ĐộiMỹ Linh
| STT | Tuần phát sóng     | Bài hát đối đầu (Sáng tác)                                             | Thí sinh thắng      | Thí sinh thua        | Huấn luyện viên cướp | Huấn luyện viên cướp | Huấn luyện viên cướp |
| STT | Tuần phát sóng     | Bài hát đối đầu (Sáng tác)                                             | Thí sinh thắng      | Thí sinh thua        | Quốc Trung           | Hồng Nhung           | Đàm Vĩnh Hưng        |
| --- | ------------------ | ---------------------------------------------------------------------- | ------------------- | -------------------- | -------------------- | -------------------- | -------------------- |
| 1   | Tuần 1 (30/6/2013) | What I said I do                                                       | Đỗ Hoàng Viễn Dương | Ngô Huỳnh Trúc Vy    | —                    | —                    | —                    |
| 2   | Tuần 2 (14/7/2013) | Đêm tình nhân (Phương Uyên)                                            | Nguyễn Nhật Thu     | Nguyễn Đình Nhân     | —                    | —                    | —                    |
| 3   | Tuần 2 (14/7/2013) | Gọi anh (Dương Thụ)                                                    | Dương Hoàng Yến     | Trần Hoàng           | —                    | —                    | —                    |
| 4   | Tuần 3 (21/7/2013) | Cơn gió lạ (Mạnh Quân)                                                 | Nguyễn Thị Ý Nhi    | Lê Thùy An           | —                    | —                    | —                    |
| 5   | Tuần 4 (28/7/2013) | Put your records on (Corinne Bailey Rae, John Beck, Steve Chrisanthou) | Trần Huyền My       | Trần Thụy Bình Quyên | —                    | —                    | —                    |
| 6   | Tuần 4 (28/7/2013) | Em sẽ là giấc mơ (Lưu Thiên Hương)                                     | Nguyễn Phan Tuấn    | Lê Đức Hùng          | —                    | —                    | —                    |
| 7   | Tuần 4 (28/7/2013) | Tình về nơi đâu (Thanh Bùi)                                            | Nguyễn Hoàng Tôn    | Nguyễn Văn Tây       | —                    | —                    | —                    |
| 8   | Tuần 5 (11/8/2013) | There you'll be (Diane Warren)                                         | Nguyễn Thái Quang   | Nguyễn Hồng Nhung    | —                    | —                    | —                    |

## Vòng Knock-out (Đo ván)
Sau vòng đối đầu mỗi huấn luyện viên sẽ có 8 thí sinh họ chọn chiến thắng trong vòng đối đầu và 2 thí sinh được họ cướp từ một trong 3 đội của huấn luyện viên khác, tổng cộng là 10 thí sinh của mỗi huấn luyện viên bước tiếp vào Vòng Đo Ván.
Vòng Đo Ván thể thức gần giống vòng đối đầu khi 4 huấn luyện viên tiếp tục chia cặp để đấu với nhau, chia thành 5 cặp của mỗi đội. Nhưng 2 người trong cặp được chọn sẽ hát đơn ca 2 bài hát khác nhau, sau đó huấn luyện viên sẽ chọn người đi tiếp, người thua cuộc sẽ bị loại ngay tức khắc. Như vậy, sau vòng đo ván mỗi đội còn 5 thí sinh bước tiếp vào vòng liveshow.
     – Thắng
     – Thua
| Tuần phát sóng     | Đội của HLV   | Bài hát dự thi của thí sinh 1 (Sáng tác)      | Thí sinh 1            | Thí sinh 2              | Bài hát dự thi của thí sinh 2 (Sáng tác)                                                             |
| ------------------ | ------------- | --------------------------------------------- | --------------------- | ----------------------- | --- |
| Tuần 1 (18/8/2013) | Mỹ Linh       | Tìm lại giấc mơ (Nguyễn Hồng Thuận)           | Nguyễn Thái Quang     | Phạm Thị Thanh Trúc     | Cô đơn mình em (Phương Uyên)                                                                         |
| Tuần 1 (18/8/2013) | Quốc Trung    | Nơi ấy (Hà Okio)                              | Nguyễn Lâm Hoàng Phúc | Trần Đào Anh Vũ         | Lời yêu xa (An Hiếu)                                                                                 |
| Tuần 1 (18/8/2013) | Hồng Nhung    | Giọt sương trên mí mắt (Thanh Tùng)           | Hoàng Nhật Minh       | Nguyễn Thị Khánh Ly     | Cây vĩ cầm (Lê Yến Hoa)                                                                              |
| Tuần 1 (18/8/2013) | Đàm Vĩnh Hưng | Thư pháp (Nguyễn Duy Hùng)                    | Nguyễn Trần Minh Sang | Trần Thị Hồng Gấm       | Dạ khúc cho tình nhân (Lê Uyên Phương)                                                               |
| Tuần 1 (18/8/2013) | Quốc Trung    | Tình cho muộn phiền (Trần Vũ Hà My)           | Trần Vũ Hà My         | Lý Minh Trí             | Tôi đọc báo công cộng (Nguyễn Duy Hùng)                                                              |
| Tuần 1 (18/8/2013) | Mỹ Linh       | Căn gác trống (LK)                            | Nguyễn Hoàng Tôn      | Nguyễn Thị Ý Nhi        | Sẽ thôi chờ mong (Châu Đăng Khoa)                                                                    |
|                    |               |                                               |                       |                         | |
| Tuần 2 (25/8/2013) | Quốc Trung    | Vỏ bọc (Lưu Thiên Hương)                      | Đinh Thị My Hoàn      | Lê Nguyệt Anh           | Rơi (Hồ Hoài Anh)                                                                                    |
| Tuần 2 (25/8/2013) | Hồng Nhung    | Chỉ là giấc mơ (Kim Ngọc)                     | Đỗ Thành Nam          | Nguyễn Xuân Lân         | Độc bước (Trần Trung Đức)                                                                            |
| Tuần 2 (25/8/2013) | Mỹ Linh       | Tìm lại (Nhóm Microwave)                      | Trần Thị Diễm Hương   | Nguyễn Nhật Thu         | I don't want to miss a thing (Diane Warren)                                                          |
| Tuần 2 (25/8/2013) | Mỹ Linh       | Mượn (Lưu Thiên Hương)                        | Trần Huyền My         | Đỗ Hoàng Viễn Dương     | Tan vào mưa (Đỗ Hoàng Viễn Dương)                                                                    |
| Tuần 2 (25/8/2013) | Đàm Vĩnh Hưng | I have nothing (David Foster, Linda Thompson) | Vũ Thảo My            | Nguyễn Sơn Hải          | Một mình (Lam Phương)                                                                                |
| Tuần 2 (25/8/2013) | Đàm Vĩnh Hưng | Dấu chân tìm về (Hoàng Anh Tuấn)              | Nguyễn Văn Viết       | Phạm Quốc Huy           | You raise me up (Brendan Graham, Rolf Løvland)                                                       |
| Tuần 2 (25/8/2013) | Quốc Trung    | Hi vọng (Quốc Trung)                          | Phạm Khánh Duy        | Nguyễn Dương Nhật Quang | Sài Gòn cà phê sữa đá (Hà Okio)                                                                      |
| Tuần 2 (25/8/2013) | Hồng Nhung    | Cảm ơn tình yêu tôi (Phương Uyên)             | Vũ Cát Tường          | Trương Thảo Nhi         | Uống trà (Phạm Toàn Thắng)                                                                           |
|                    |               |                                               |                       |                         | |
| Tuần 3 (8/9/2013)  | Quốc Trung    | Nhắm mắt (Phạm Anh Khoa)                      | Trần Thái Châu        | Nông Tiến Bắc           | The reason (Carole King, Mark Hudson, Greg Wells)                                                    |
| Tuần 3 (8/9/2013)  | Đàm Vĩnh Hưng | Khúc hát phiêu ly (Phó Đức Phương)            | Nguyễn Song Tú        | Nguyễn Đức Thuận        | Take me to the pilot (Elton John, Bernie Taupin)                                                     |
| Tuần 3 (8/9/2013)  | Mỹ Linh       | Yêu (Nguyễn Đức Cường)                        | Dương Hoàng Yến       | Nguyễn Phan Tuấn        | Chỉ còn lại tình yêu (Tiến Minh)                                                                     |
| Tuần 3 (8/9/2013)  | Hồng Nhung    | Somewhere over the rainbow (Harold Arlen)     | Âu Bảo Ngân           | Trần Thị Hoàng Oanh     | Read all about it (Stephen Manderson, Tom Barnes, Ben Kohn, Peter Kelleher, Iain James, Adele Sandé) |
| Tuần 3 (8/9/2013)  | Đàm Vĩnh Hưng | Xa (Phương Uyên)                              | Nguyễn Ngọc Trâm      | Nguyễn Quân             | Lạc lối (Hồ Hoài Anh)                                                                                |
| Tuần 3 (8/9/2013)  | Hồng Nhung    | Đêm nằm mơ phố (Việt Anh)                     | Phạm Hà Linh          | Lưu Thanh Thanh         | Mercy (Aime Ann's Duffy, Stevie Booker)                                                              |

## Vòng Liveshow (Biểu diễn trực tiếp)

### Liveshow 1, 2, 3
10 thí sinh của 2 huấn luyện viên Đàm Vĩnh Hưng và Mỹ Linh sẽ trình diễn trong đêm Liveshow 1, 10 thí sinh của 2 huấn luyện viên Hồng Nhung và Quốc Trung sẽ trình diễn trong đêm Liveshow 2, khán giả có 3 tuần để bình chọn cho các thí sinh, đêm liveshow 3 sẽ công bố kết quả, 2 thí sinh được bình chọn nhiều nhất và 1 thí sinh được huấn luyện viên chọn ở mỗi đội sẽ đi thẳng vào vòng tiếp theo.2 thí sinh còn lại của mỗi đội sẽ phải biểu diễn một lần nữa trên sân khấu (hát sing off) và chỉ một thí sinh được lọt vào vòng tiếp theo.

#### Tiết mục dự thi và kết quả
| Tuần phát sóng          | Mã số               | Đội HLV               | Thí sinh                                                     | Bài hát dự thi (Sáng tác)                                                   | Tỉ lệ % bình chọn | Kết quả  |
| ----------------------- | ------------------- | --------------------- | ------------------------------------------------------------ | --------------------------------------------------------------------------- | ----------------- | -------- |
| Liveshow 1 (15/9/2013)  | 01                  | Mỹ Linh               | Nguyễn Thái Quang                                            | Lạc (Phạm Toàn Thắng)                                                       | 11.12%            | HLV chọn |
| Liveshow 1 (15/9/2013)  | 02                  | Mỹ Linh               | Dương Hoàng Yến                                              | Hurt (Christina Aguilera, Linda Perry, Mark Ronson. Lời Việt: Mỹ Linh)      | 35.36%            | Cao nhì  |
| Liveshow 1 (15/9/2013)  | 03                  | Mỹ Linh               | Nguyễn Hoàng Tôn                                             | Để em rời xa (FB Boiz)                                                      | 38.83%            | Cao nhất |
| Liveshow 1 (15/9/2013)  | 04                  | Mỹ Linh               | Trần Huyền My                                                | Người em yêu mãi (Phạm Hải Âu)                                              | 9.45%             | Sing off |
| Liveshow 1 (15/9/2013)  | 05                  | Mỹ Linh               | Trần Thị Diễm Hương                                          | Ngày hôm nay (Park Seung Heon, Jun Jae Won, Kim Tea. Lời Việt: Lê Quốc Bảo) | 4.93%             | Sing off |
| Liveshow 1 (15/9/2013)  | 06                  | Đàm Vĩnh Hưng         | Nguyễn Văn Viết                                              | Đường xa tuyết trắng (Lê Anh Dũng)                                          | 4.07%             | Sing off |
| Liveshow 1 (15/9/2013)  | 07                  | Đàm Vĩnh Hưng         | Nguyễn Ngọc Trâm                                             | You bring me down (Leona Lewis, Salaam Remi, Taj Jackson)                   | 30.16%            | Cao nhì  |
| Liveshow 1 (15/9/2013)  | 08                  | Đàm Vĩnh Hưng         | Vũ Thảo My                                                   | Ngày mưa rơi (Dương Trường Giang)                                           | 7.56%             | HLV chọn |
| Liveshow 1 (15/9/2013)  | 09                  | Đàm Vĩnh Hưng         | Nguyễn Trần Minh Sang                                        | Cho tôi ước mơ (Phương Uyên)                                                | 26.32%            | Sing off |
| Liveshow 1 (15/9/2013)  | 10                  | Đàm Vĩnh Hưng         | Nguyễn Song Tú                                               | Try (Ben West, Busbee)                                                      | 31.88%            | Cao nhất |
|                         |                     |                       |                                                              |                                                                             |                   |          |
| Liveshow 2 (22/9/2013)  | 11                  | Hồng Nhung            | Âu Bảo Ngân                                                  | Cô gái vót chông (Nhạc: Hoàng Hiệp. Thơ: MôLôYchoi)                         | 17.47%            | HLV chọn |
| Liveshow 2 (22/9/2013)  | 12                  | Hồng Nhung            | Vũ Cát Tường                                                 | Run the world (Girls) - Billie jean (Nhiều nhạc sĩ)                         | 38.67%            | Cao nhất |
| Liveshow 2 (22/9/2013)  | 13                  | Hồng Nhung            | Hoàng Nhật Minh                                              | Em hãy ngủ đi (Trịnh Công Sơn)                                              | 10.73%            | Sing off |
| Liveshow 2 (22/9/2013)  | 14                  | Hồng Nhung            | Đỗ Thành Nam                                                 | Ngẫu hứng sông Hồng (Trần Tiến)                                             | 9.5%              | Sing off |
| Liveshow 2 (22/9/2013)  | 15                  | Hồng Nhung            | Phạm Hà Linh                                                 | Người ở đừng về (Dân ca Quan họ Bắc Ninh)                                   | 23.64%            | Cao nhì  |
| Liveshow 2 (22/9/2013)  | 16                  | Quốc Trung            | Phạm Khánh Duy                                               | Fix you (Chris Martin, Guy Berryman, Will Champion, Jonny Buckland)         | 25.06%            | Cao nhì  |
| Liveshow 2 (22/9/2013)  | 17                  | Quốc Trung            | Trần Thái Châu                                               | Trời cho (Sa Huỳnh)                                                         | 8.18%             | HLV chọn |
| Liveshow 2 (22/9/2013)  | 18                  | Quốc Trung            | Đinh Thị My Hoàn                                             | Nhịp đập giấc mơ (Lưu Thiên Hương)                                          | 15.09%            | Sing off |
| Liveshow 2 (22/9/2013)  | 19                  | Quốc Trung            | Nguyễn Lâm Hoàng Phúc                                        | Ai về sông Tương (Thông Đạt)                                                | 14.47%            | Sing off |
| Liveshow 2 (22/9/2013)  | 20                  | Quốc Trung            | Trần Vũ Hà My                                                | Just give me a reason (Jeff Bhasker, Nate Ruess)                            | 36.66%            | Cao nhất |
| Sing-off                |                     |                       |                                                              |                                                                             |                   |          |
| Liveshow 3 (13/10/2013) |                     | Mỹ Linh               | Trần Huyền My                                                | Giấc mơ mang tên mình (Văn Phong)                                           |                   | Bị loại  |
| Liveshow 3 (13/10/2013) | Trần Thị Diễm Hương | Mỹ Linh               | Still loving you (Klaus Meine, Rudolf Schenker)              | HLV chọn                                                                    |                   |          |
| Liveshow 3 (13/10/2013) | Đàm Vĩnh Hưng       | Nguyễn Văn Viết       | Đổi thay - Holiday (Kim Tuấn - Klaus Meine, Rudolf Schenker) | Bị loại                                                                     |                   |          |
| Liveshow 3 (13/10/2013) | Đàm Vĩnh Hưng       | Nguyễn Trần Minh Sang | Chạy tìm lá non (Lương Bằng Quang)                           | HLV chọn                                                                    |                   |          |
| Liveshow 3 (13/10/2013) | Hồng Nhung          | Hoàng Nhật Minh       | Cô gái đến từ hôm qua (Trần Lê Quỳnh)                        | Bị loại                                                                     |                   |          |
| Liveshow 3 (13/10/2013) | Hồng Nhung          | Đỗ Thành Nam          | Where did we go wrong (Thanh Bùi, Hoàng Huy Long)            | HLV chọn                                                                    |                   |          |
| Liveshow 3 (13/10/2013) | Quốc Trung          | Đinh Thị My Hoàn      | Chỉ là giấc mơ (Microwave)                                   | HLV chọn                                                                    |                   |          |
| Liveshow 3 (13/10/2013) | Quốc Trung          | Nguyễn Lâm Hoàng Phúc | Make you feel my love (Bob Dylan)                            | Bị loại                                                                     |                   |          |

#### Tiết mục khách mời
| Liveshow   | Thứ tự | Khách mời biểu diễn               | Bài hát biểu diễn (Sáng tác)                                     | Ghi chú                                                       |
| ---------- | ------ | --------------------------------- | ---------------------------------------------------------------- | ------------------------------------------------------------- |
| Liveshow 1 | 1      | Vũ Thanh Hằng                     | Một (Trần Trung Đức)                                             | Top 16 GHV (mùa 1) Team Đàm Vĩnh Hưng                         |
|            |        |                                   |                                                                  |                                                               |
| Liveshow 2 | 1      | Đinh Hương                        | So I (Đinh Hương)                                                | Top 4 GHV (mùa 1) Team Hồ Ngọc Hà                             |
|            |        |                                   |                                                                  |                                                               |
| Liveshow 3 | 1      | Leanne Mitchell & Top 20 thí sinh | You and I (Stefani Germanotta)                                   | Quán quân The Voice Anh (mùa 1) và Top 20 GHV (mùa 2)         |
| Liveshow 3 | 2      | Leanne Mitchell & Hương Tràm      | Run to you (Allan Rich, Jud Friedman)                            | Song ca quán quân The Voice Anh và The Voice Việt Nam (mùa 1) |
| Liveshow 3 | 3      | Leanne Mitchell                   | It's a man's man's man's world (James Brown, Betty Jean Newsome) | Quán quân The Voice Anh (mùa 1)                               |

### Liveshow 4, 5
Cả 16 thí sinh còn lại ở 4 đội sẽ cùng trình diễn trong đêm Liveshow 4. Sau đó, ở Liveshow 5, 1 thí sinh có số phiếu bình chọn cao nhất của khán giả và 1 thí sinh nhận được sự lựa chọn của huấn luyện viên sẽ chắc chắn đi tiếp. Hai thí sinh còn lại sẽ bước vào vòng Sing-off.

#### Tiết mục dự thi và kết quả
| Tuần phát sóng          | Mã số               | Đội HLV               | Thí sinh                                                            | Bài hát dự thi (Sáng tác)                                                             | Tỉ lệ % bình chọn | Kết quả  |
| ----------------------- | ------------------- | --------------------- | ------------------------------------------------------------------- | ------------------------------------------------------------------------------------- | ----------------- | -------- |
| Liveshow 4 (27/10/2013) | 01                  | Mỹ Linh               | Nguyễn Thái Quang                                                   | Brave (Josh Groban, Tawgs Salter, Chantal Kreviazuk)                                  | 8.48%             | Sing off |
| Liveshow 4 (27/10/2013) | 02                  | Mỹ Linh               | Dương Hoàng Yến                                                     | Mẹ yêu con (Nguyễn Văn Tý)                                                            | 34.16%            | HLV chọn |
| Liveshow 4 (27/10/2013) | 03                  | Mỹ Linh               | Nguyễn Hoàng Tôn                                                    | Treasure (Bruno Mars, Philip Lawrence, Ari Levine, Phredlly Brown)                    | 51.94%            | Cao nhất |
| Liveshow 4 (27/10/2013) | 05                  | Mỹ Linh               | Trần Thị Diễm Hương                                                 | Trăng khuyết (Hồ Hoài Anh)                                                            | 5.42%             | Sing off |
| Liveshow 4 (27/10/2013) | 07                  | Đàm Vĩnh Hưng         | Nguyễn Ngọc Trâm                                                    | Hồ trên núi (Phó Đức Phương)                                                          | 13.18%            | HLV chọn |
| Liveshow 4 (27/10/2013) | 08                  | Đàm Vĩnh Hưng         | Vũ Thảo My                                                          | You make me feel like a natural woman (Gerry Goffin, Carole King, Jerry Wexler)       | 48.53%            | Cao nhất |
| Liveshow 4 (27/10/2013) | 09                  | Đàm Vĩnh Hưng         | Nguyễn Trần Minh Sang                                               | The Phantom of the Opera (Andrew Lloy Webber Charles Hart, Richard Stilgoe)           | 27.39%            | Sing off |
| Liveshow 4 (27/10/2013) | 10                  | Đàm Vĩnh Hưng         | Nguyễn Song Tú                                                      | Ngọn lửa cao nguyên (Trần Tiến)                                                       | 10.91%            | Sing off |
| Liveshow 4 (27/10/2013) | 11                  | Hồng Nhung            | Âu Bảo Ngân                                                         | In the end - Nothing's gonna stop us now (Linkin Park - Albert Hammond, Diane Warren) | 14.38%            | Sing off |
| Liveshow 4 (27/10/2013) | 12                  | Hồng Nhung            | Vũ Cát Tường                                                        | Bài hát ru mùa đông (Dương Thụ)                                                       | 31.64%            | HLV chọn |
| Liveshow 4 (27/10/2013) | 14                  | Hồng Nhung            | Phạm Hà Linh                                                        | Broken vow (Walter Afanasieff, Lara Fabian)                                           | 43.66%            | Cao nhất |
| Liveshow 4 (27/10/2013) | 15                  | Hồng Nhung            | Đỗ Thành Nam                                                        | Đường về xa xôi (Thanh Bùi)                                                           | 10.32%            | Sing off |
| Liveshow 4 (27/10/2013) | 16                  | Quốc Trung            | Phạm Khánh Duy                                                      | Thu cạn (Giáng Son)                                                                   | 17.22%            | Sing off |
| Liveshow 4 (27/10/2013) | 17                  | Quốc Trung            | Trần Thái Châu                                                      | Em về giữa mênh mông đất trời (KOP Band)                                              | 9.78%             | Sing off |
| Liveshow 4 (27/10/2013) | 18                  | Quốc Trung            | Đinh Thị My Hoàn                                                    | Mùa đông đã qua (Y Garia)                                                             | 49.91%            | Cao nhất |
| Liveshow 4 (27/10/2013) | 20                  | Quốc Trung            | Trần Vũ Hà My                                                       | Tiếng đêm (Hồ Hoài Anh)                                                               | 23.09%            | HLV chọn |
| Sing-off                |                     |                       |                                                                     |                                                                                       |                   |          |
| Liveshow 5 (10/11/2013) |                     | Mỹ Linh               | Nguyễn Thái Quang                                                   | Con cò (Lưu Hà An)                                                                    |                   | HLV chọn |
| Liveshow 5 (10/11/2013) | Trần Thị Diễm Hương | Mỹ Linh               | The silence (Bilal Hajji, Savan Kotecha)                            | Bị loại                                                                               |                   |          |
| Liveshow 5 (10/11/2013) | Đàm Vĩnh Hưng       | Nguyễn Trần Minh Sang | Fleurs du mal (Peterson, Thomas Schwarz, Matthias Meissner, Martin) | Bị loại                                                                               |                   |          |
| Liveshow 5 (10/11/2013) | Đàm Vĩnh Hưng       | Nguyễn Song Tú        | Fuckin' perfect (Pink, Max Martin, Shellback)                       | HLV chọn                                                                              |                   |          |
| Liveshow 5 (10/11/2013) | Hồng Nhung          | Âu Bảo Ngân           | Mẹ tôi (Trần Tiến)                                                  | HLV chọn                                                                              |                   |          |
| Liveshow 5 (10/11/2013) | Hồng Nhung          | Đỗ Thành Nam          | Vẽ (Phạm Toàn Thắng)                                                | Bị loại                                                                               |                   |          |
| Liveshow 5 (10/11/2013) | Quốc Trung          | Phạm Khánh Duy        | Dấu mưa (Phạm Toàn Thắng)                                           | Bị loại                                                                               |                   |          |
| Liveshow 5 (10/11/2013) | Quốc Trung          | Trần Thái Châu        | Điên (KOP Band)                                                     | HLV chọn                                                                              |                   |          |

#### Tiết mục khách mời
| Liveshow   | Thứ tự | Khách mời biểu diễn             | Bài hát biểu diễn (Sáng tác)    | Ghi chú                                                                |
| ---------- | ------ | ------------------------------- | ------------------------------- | ---------------------------------------------------------------------- |
| Liveshow 5 | 1      | Đỗ Xuân Sơn Nguyễn Trọng Khương | Umbreak my heart (Diane Warren) | Top 12 GHV (mùa 1) Team Thu Minh Top 20 GHV (mùa 1) Team Đàm Vĩnh Hưng |

### Liveshow 6
12 thí sinh còn lại của chương trình sẽ cùng nhau biểu diễn và biết ngay kết quả trực tiếp tại Liveshow 6. Một thí sinh có số phiếu bình chọn của khán giả cao nhất và một thí sinh được huấn luyện viên lựa chọn sẽ được đi tiếp, thí sinh còn lại phải ra về.

#### Tiết mục dự thi và kết quả
| Đội HLV       | Mã số | Thí sinh          | Bài hát dự thi (Sáng tác)                                                           | Tỉ lệ % bình chọn | Kết quả  |
| ------------- | ----- | ----------------- | ----------------------------------------------------------------------------------- | ----------------- | -------- |
| Mỹ Linh       | 01    | Nguyễn Thái Quang | Những mùa đông yêu dấu (Đỗ Bảo)                                                     | 30.38%            | HLV chọn |
| Mỹ Linh       | 02    | Dương Hoàng Yến   | Listen (Henry Krieger, Scott Cutler, Anne Preven, Beyoncé Knowles)                  | 31.54%            | Bị loại  |
| Mỹ Linh       | 03    | Nguyễn Hoàng Tôn  | Chỉ có thể là tình yêu (Phương Uyên)                                                | 38.08%            | Cao nhất |
|               |       |                   |                                                                                     |                   |          |
| Đàm Vĩnh Hưng | 07    | Nguyễn Ngọc Trâm  | Những ngày yêu như mơ (Tăng Nhật Tuệ)                                               | 33.04%            | Bị loại  |
| Đàm Vĩnh Hưng | 08    | Vũ Thảo My        | Come back to me (Phương Uyên)                                                       | 45.42%            | Cao nhất |
| Đàm Vĩnh Hưng | 10    | Nguyễn Song Tú    | Đừng ngoảnh lại (Lưu Hương Giang)                                                   | 21.54%            | HLV chọn |
|               |       |                   |                                                                                     |                   |          |
| Hồng Nhung    | 11    | Âu Bảo Ngân       | Bác làm vườn và con chim sâu (Lê Đức Hùng)                                          | 11.82%            | Bị loại  |
| Hồng Nhung    | 12    | Vũ Cát Tường      | Vết mưa (Vũ Cát Tường)                                                              | 36.55%            | HLV chọn |
| Hồng Nhung    | 14    | Phạm Hà Linh      | Nước mắt mặt trời (Phạm Hà Linh)                                                    | 51.63%            | Cao nhất |
|               |       |                   |                                                                                     |                   |          |
| Quốc Trung    | 17    | Trần Thái Châu    | Totem Sói (KOP Band)                                                                | 35.89%            | HLV chọn |
| Quốc Trung    | 18    | Đinh Thị My Hoàn  | Và ta đã thấy mặt trời (Nguyễn Cường)                                               | 24.42%            | Bị loại  |
| Quốc Trung    | 20    | Trần Vũ Hà My     | Run (Gary Lightbody, Jonathan Quinn, Mark McClelland, Nathan Connolly, Iain Archer) | 39.69%            | Cao nhất |

#### Tiết mục khách mời
| Liveshow   | Thứ tự | Khách mời biểu diễn                           | Bài hát biểu diễn (Sáng tác)                                    | Ghi chú                            |
| ---------- | ------ | --------------------------------------------- | --------------------------------------------------------------- | ---------------------------------- |
| Liveshow 6 | 1      | Nhóm Bee T (Thiều Bảo Trang & Thiều Bảo Trâm) | Trên đỉnh Phù Vân (Phó Đức Phương) Stand for love (Phương Uyên) | Top 28 GHV (mùa 1) Team Hồ Ngọc Hà |

### Liveshow 7, 8
8 thí sinh cuối cùng của Giọng Hát Việt mùa thứ 2 sẽ có hai đêm thi bán kết để trình diễn trên sân khấu. Thí sinh có tổng điểm bình chọn của khán giả và huấn luyện viên cao hơn ở mỗi đội sẽ là người đi tiếp. Kết quả công bố ở Liveshow 8.

#### Tiết mục dự thi và kết quả
Ở Liveshow 7, 8 thí sinh sẽ trình diễn một phần thi đơn ca. Ở Liveshow 8, 8 thí sinh sẽ tiếp tục trình diễn một phần thi đơn ca nữa, cùng với phần biểu diễn của huấn luyện viên cùng thí sinh đội mình.
| Mã số | Đội HLV       | Thí sinh          | Tuần dự thi                                                                                 | Tuần dự thi                                   | Tuần dự thi                                                     | Tỉ lệ % bình chọn (Liveshow 8) | Tỉ lệ % bình chọn (Liveshow 8) | Tỉ lệ % bình chọn (Liveshow 8) | Kết quả chung cuộc |
| Mã số | Đội HLV       | Thí sinh          | Liveshow 7 (24/11/2013)                                                                     | Liveshow 8 (8/12/2013)                        | Liveshow 8 (8/12/2013)                                          | Khán giả bình chọn (%)         | HLV bình chọn (%)              | Tổng bình chọn (%)             | Kết quả chung cuộc |
| Mã số | Đội HLV       | Thí sinh          | Liveshow 7 (24/11/2013)                                                                     | Bài hát đơn ca (Sáng tác)                     | Bài hát cùng HLV (Sáng tác)                                     | Khán giả bình chọn (%)         | HLV bình chọn (%)              | Tổng bình chọn (%)             | Kết quả chung cuộc |
| ----- | ------------- | ----------------- | ------------------------------------------------------------------------------------------- | --------------------------------------------- | --------------------------------------------------------------- | ------------------------------ | ------------------------------ | ------------------------------ | ------------------ |
| 01    | Mỹ Linh       | Nguyễn Thái Quang | Mây (Đỗ Bảo)                                                                                | You raise me up (Bredan Graham, Rolf Lovland) | Trưa vắng (Huy Tuấn)                                            | 21,98 %                        | 50 %                           | 71,98 %                        | Bị loại            |
| 03    | Mỹ Linh       | Nguyễn Hoàng Tôn  | I believe I can fly (R. Kelly)                                                              | Feel your love again (Nguyễn Hoàng Tôn)       | Trưa vắng (Huy Tuấn)                                            | 78,02 %                        | 50 %                           | 128,02 %                       | Vào chung kết      |
|       |               |                   |                                                                                             |                                               |                                                                 |                                |                                |                                |                    |
| 08    | Đàm Vĩnh Hưng | Vũ Thảo My        | Stronger (What doesn't kill you) (Jorgen Elofsson, Ali Tamposi, David Gamson, Greg Kurstin) | Con yêu mẹ (Vũ Thảo My)                       | Hãy đàn lên (Từ Huy)                                            | 81,5 %                         | 50 %                           | 131,5 %                        | Vào chung kết      |
| 10    | Đàm Vĩnh Hưng | Nguyễn Song Tú    | Wrecking ball (Lukasz Gottwald, Maureen Anne McDonald, Stephan Moccio, Sacha Skarberk)      | Dạ khúc cho tình nhân (Lê Uyên Phương)        | Hãy đàn lên (Từ Huy)                                            | 18,5 %                         | 50 %                           | 68,5 %                         | Bị loại            |
|       |               |                   |                                                                                             |                                               |                                                                 |                                |                                |                                |                    |
| 12    | Hồng Nhung    | Vũ Cát Tường      | The power of love (Mary Susan Applegate, Gunther Mende, Candy DeRouge, Jennifer Rush)       | Mẹ (Vũ Cát Tường)                             | Nhớ mùa thu Hà Nội - Em còn nhớ hay em đã quên (Trịnh Công Sơn) | 31,45 %                        | 100 %                          | 131,45 %                       | Vào chung kết      |
| 14    | Hồng Nhung    | Phạm Hà Linh      | Bóng mây đời tôi (Đức Trí)                                                                  | Cô đơn (Nguyễn Ánh 9)                         | Nhớ mùa thu Hà Nội - Em còn nhớ hay em đã quên (Trịnh Công Sơn) | 68,55 %                        | 0 %                            | 68,55 %                        | Bị loại            |
|       |               |                   |                                                                                             |                                               |                                                                 |                                |                                |                                |                    |
| 17    | Quốc Trung    | Trần Thái Châu    | Hòn đá trong vườn tôi (Quốc Trung)                                                          | 1019, chìa khóa bạc và fin cafe (Kop Band)    | Say something (Ian Axel, Chad Vaccarino)                        | 65,46 %                        | 30 %                           | 95,46 %                        | Bị loại            |
| 20    | Quốc Trung    | Trần Vũ Hà My     | Chuông gió (Võ Thiện Thanh)                                                                 | Buồn (Lưu Thiên Hương)                        | Say something (Ian Axel, Chad Vaccarino)                        | 34,54 %                        | 70 %                           | 104,54 %                       | Vào chung kết      |

#### Tiết mục khách mời
| Liveshow   | Thứ tự | Khách mời biểu diễn                   | Bài hát biểu diễn (Sáng tác)                                              | Ghi chú                                                               |
| ---------- | ------ | ------------------------------------- | ------------------------------------------------------------------------- | --------------------------------------------------------------------- |
| Liveshow 7 | 1      | Jermaine Paul Top 5 thí sinh nữ       | Roar (Katy Perry, Luknez Gottwald, Max Martin, Bonnie McKee, Herry Water) | Quán quân The Voice Mỹ (mùa 2) Top 5 thí sinh nữ GHV (mùa 2)          |
| Liveshow 7 | 2      | Jermaine Paul                         | Everybody (Jermaine Paul)                                                 | Quán quân The Voice Mỹ (mùa 2)                                        |
| Liveshow 7 | 3      | Jermaine Paul                         | Open arms (Steve Perry, Jonathan Cain)                                    | Quán quân The Voice Mỹ (mùa 2)                                        |
| Liveshow 7 | 4      | Jermaine Paul Bùi Anh Tuấn            | Without you (Jermaine Paul)                                               | Quán quân The Voice Mỹ (mùa 2) Top 8 GHV (mùa 1) Team Hồ Ngọc Hà      |
|            |        |                                       |                                                                           |                                                                       |
| Liveshow 8 | 1      | Dương Hoàng Yến Nguyễn Trần Minh Sang | Queen of the night (Mozart)                                               | Top 12 GHV (mùa 2) Team Mỹ Linh Top 16 GHV (mùa 2) Team Đàm Vĩnh Hưng |

### Liveshow 9
Liveshow 9-chung kết, các thí sinh cuối cùng của 4 đội sẽ lần lượt biểu diễn 3 tiết mục: 2 tiết mục tự chọn và 1 tiết mục song ca với HLV của mình. Kết quả cuối cùng phụ thuộc hoàn toàn vào số lượng tin nhắn bình chọn của khán giả trong đêm chung kết.
| Đội HLV       | Mã số | Tên thí sinh     | Bài hát dự thi 1 (Sáng tác)                    | Bài hát dự thi 2 (Sáng tác)           | Bài hát song ca với HLV (Sáng tác)                              | Kết quả            |
| ------------- | ----- | ---------------- | ---------------------------------------------- | ------------------------------------- | --------------------------------------------------------------- | ------------------ |
| Mỹ Linh       | 03    | Nguyễn Hoàng Tôn | Hương ngọc lan (Nhạc: Anh Quân Lời: Dương Thụ) | Illusion (Nguyễn Hoàng Tôn)           | Dành cho em - Gửi anh (Nguyễn Hoàng Tôn - Anh Quân, Mỹ Linh)    | Á quân (27,81%)    |
| Đàm Vĩnh Hưng | 08    | Vũ Thảo My       | Bối rối (Phương Uyên, Bảo Trang)               | Giọt sương bay lên (Nguyễn Vĩnh Tiến) | A time for us (Lenny Kaye)                                      | Quán quân (37,01%) |
| Hồng Nhung    | 12    | Vũ Cát Tường     | I don't know (Nri, Achioem)                    | Xin cho tôi (Trịnh Công Sơn)          | Papa - Papa (Paul Anka - Dương Khắc Linh. Lời Việt: Hồng Nhung) | Giải ba (24,69%)   |
| Quốc Trung    | 20    | Trần Vũ Hà My    | Giữa đôi bờ xa cách (Quốc Trung)               | Rơi (Bảo Lan)                         | True colours (Tom Kelly, Bily Stairberg)                        | Giải tư (10,48%)   |

## Bảng kết quả
Kết quả chi tiết
| – | Thí sinh giành chiến thắng chung cuộc                                 |
| – | Thí sinh vào chung kết (TOP 4)                                        |
| – | Thí sinh phải hát sing-off                                            |
| – | Thí sinh an toàn nhờ tổng bình chọn của KG và huấn luyện viên (50/50) |
| - | Thí sinh an toàn bởi sự lựa chọn của huấn luyện viên                  |
| - | Thí sinh an toàn bởi sự bình chọn của khán giả                        |
| - | Thí sinh bị loại                                                      |

| Thí sinh              | Tuần 1+2+3 | Tuần 4+5         | Tuần 6           | Tuần 7+8 (Bán kết) | Tuần 9 (Chung kết) |
| ĐỘI QUỐC TRUNG        |            |                  |                  |                    |                    |
| Trần Vũ Hà My         | An Toàn    | An Toàn          | An Toàn          | An Toàn            | Giải tư            |
| Trần Thái Châu        | An Toàn    | Sing-off         | An Toàn          | Bị loại (Tuần 8)   | Bị loại (Tuần 8)   |
| Đinh Thị My Hoàn      | Sing-off   | An Toàn          | Bị loại (Tuần 6) | Bị loại (Tuần 6)   | Bị loại (Tuần 6)   |
| Phạm Khánh Duy        | An Toàn    | Sing-off         | Bị loại (Tuần 5) | Bị loại (Tuần 5)   | Bị loại (Tuần 5)   |
| Nguyễn Lâm Hoàng Phúc | Sing-off   | Bị loại (Tuần 3) | Bị loại (Tuần 3) | Bị loại (Tuần 3)   | Bị loại (Tuần 3)   |
| ĐỘI HỒNG NHUNG        |            |                  |                  |                    |                    |
| Vũ Cát Tường          | An Toàn    | An Toàn          | An Toàn          | An Toàn            | Giải ba            |
| Phạm Hà Linh          | An Toàn    | An Toàn          | An Toàn          | Bị loại (Tuần 8)   | Bị loại (Tuần 8)   |
| Âu Bảo Ngân           | An Toàn    | Sing-off         | Bị loại (Tuần 6) | Bị loại (Tuần 6)   | Bị loại (Tuần 6)   |
| Đỗ Thành Nam          | Sing-off   | Sing-off         | Bị loại (Tuần 5) | Bị loại (Tuần 5)   | Bị loại (Tuần 5)   |
| Hoàng Nhật Minh       | Sing-off   | Bị loại (Tuần 3) | Bị loại (Tuần 3) | Bị loại (Tuần 3)   | Bị loại (Tuần 3)   |
| ĐỘI ĐÀM VĨNH HƯNG     |            |                  |                  |                    |                    |
| Vũ Thảo My            | An Toàn    | An Toàn          | An Toàn          | An Toàn            | Quán quân          |
| Nguyễn Song Tú        | An Toàn    | Sing-off         | An Toàn          | Bị loại (Tuần 8)   | Bị loại (Tuần 8)   |
| Nguyễn Ngọc Trâm      | An Toàn    | An Toàn          | Bị loại (Tuần 6) | Bị loại (Tuần 6)   | Bị loại (Tuần 6)   |
| Nguyễn Trần Minh Sang | Sing-off   | Sing-off         | Bị loại (Tuần 5) | Bị loại (Tuần 5)   | Bị loại (Tuần 5)   |
| Nguyễn Văn Viết       | Sing-off   | Bị loại (Tuần 3) | Bị loại (Tuần 3) | Bị loại (Tuần 3)   | Bị loại (Tuần 3)   |
| ĐỘI MỸ LINH           |            |                  |                  |                    |                    |
| Nguyễn Hoàng Tôn      | An Toàn    | An Toàn          | An Toàn          | An Toàn            | Á Quân             |
| Nguyễn Thái Quang     | An Toàn    | Sing-off         | An Toàn          | Bị loại (Tuần 8)   | Bị loại (Tuần 8)   |
| Dương Hoàng Yến       | An Toàn    | An Toàn          | Bị loại (Tuần 6) | Bị loại (Tuần 6)   | Bị loại (Tuần 6)   |
| Trần Thị Diễm Hương   | Sing-off   | Sing-off         | Bị loại (Tuần 5) | Bị loại (Tuần 5)   | Bị loại (Tuần 5)   |
| Trần Huyền My         | Sing-off   | Bị loại (Tuần 3) | Bị loại (Tuần 3) | Bị loại (Tuần 3)   | Bị loại (Tuần 3)   |

## Tiểu sử tham gia các cuộc thi khác của thí sinh
Tuyệt đỉnh tranh tài
- Nguyễn Hoàng Tôn (nhà vô địch, mùa 2)
- Trần Vũ Hà My (top 8, mùa 2)

Sao mai điểm hẹn/Sao Mai
- Phạm Hà Linh (Sao Mai 2007, Giải nhất dòng nhạc nhẹ)
- Phạm Hà Linh (mùa 3, top 6 - bị loại do vi phạm quy chế)
- Dương Hoàng Yến (mùa 3, top 12)
- Nguyễn Nhật Thu (mùa 3, top 5)
- Nguyễn Bá Phú Quý (mùa 5, top 5)
- Lưu Thanh Thanh (mùa 5, top 12)
- Trần Huyền My (mùa 6, top 5)

Ngôi sao Tiếng hát Truyền hình
- Nguyễn Trần Minh Sang (2008 - Giải khuyến khích)

Vietnam Idol
- Nguyễn Bá Phú Quý (mùa 3, top 48)
- Nguyễn Văn Viết (mùa 3, top 16)
- Đinh Thị My Hoàn (mùa 4, top 32)
- Nguyễn Thái Quang (mùa 4, top 32)
- Nguyễn Thị Ngọc Ngà (mùa 5, top 24)
- Lý Minh Trí (mùa 6, top 20)
- Nguyễn Lâm Hoàng Phúc (mùa 6, top 20)
- Hoàng Thiên Minh Trị (mùa 7, top 7)
- Nguyễn Thị Ý Nhi (mùa 7, top 33)

Vietnam's Got Talent
- Nguyễn Xuân Lân (mùa 1)
- Y Kroc (mùa 1)

The Remix - Hòa âm ánh sáng
- Hoàng Tôn (mùa 1, hạng 5 - thành viên PB Nation)

Sing My Song
- Nguyễn Lâm Hoàng Phúc (vòng thu âm)
- Đinh Quốc Anh Huy (vòng thu âm)
- Nguyễn Quân (team Đức Trí) - loại ở vòng Sáng tác
- Trương Thảo Nhi (team Giáng Son) - Á quân
- Nguyễn Xuân Lân (Jak Nguyễn) (team Lê Minh Sơn) - loại ở vòng tranh đấu

X-Factor: Nhân tố bí ẩn
- Nguyễn Trần Minh Sang thi bảng hát nhóm "Ayor", dừng top 16 (mùa 1)
- Đinh Quốc Anh Huy bị loại vòng Lộ diện - bảng Nam ca sĩ dưới 25 tuổi (mùa 1)
- Nguyễn Dương Nhật Quang bị loại vòng Lộ diện - bảng hát nhóm The Zoo (mùa 1)
- Hoàng Thiên Minh Trị - dừng chân vòng Tranh đấu 1 (mùa 1)
- Nguyễn Đức Tùng (cùng nhóm Oplus) là á quân mùa 1
- Võ Ngọc Khánh - dừng chân vòng Tranh đấu 2 - Hạng mục nam ca sĩ dưới 25 tuổi (mùa 2)

Tôi là... người chiến thắng
- Hoàng Nhật Minh: Vòng tứ kết (mùa 2)
- Trần Thị Diễm Hương: Vòng loại top 16 (mùa 2)
- Thân Trọng Nghĩa: Vòng đối đầu - Bảng Ca sĩ mới 2 (mùa 2)
- Nguyễn Xuân Lân: Vòng bảng Ca sĩ Chuyên nghiệp 1 (mùa 2)

Rap Việt
- Vũ Thảo My (ca sĩ hỗ trợ)

Ca sĩ mặt nạ
- Vũ Thảo My (Mascot Cáo Tiểu Thư, mùa 2, 2023)
- Dương Hoàng Yến (Mascot Nàng Tiên Hoa, Top 9 mùa 2, 2023)

Khác
- Trần Thái Châu là thủ lĩnh ban nhạc Rock KOP
- Thân Trọng Nghĩa là guitar của Parasite, ban nhạc vừa lọt vào chung kết Tiger Translate Battle of the Bands 2013
- Nông Tiến Bắc là thủ lĩnh nhóm rock CuộcSốngS/Augustory
- Vũ Cát Tường là người đàn cho Trúc Nhân hát ca khúc Đông trên sân khấu The Voice mùa 1. Cô tự sáng tác và cover nhiều ca khúc trên mạng Youtube.
- Hoàng Tôn từng sáng tác nhiều bản Hit như Để em rời xa, Nỗi nhớ đầy vơi... và hợp tác nhiều ca sĩ nổi tiếng.
- Lê Đức Hùng có nghệ danh là Mew Amazing sáng tác nhiều ca khúc như Ừ thì, Bác làm vườn và con chim sâu và Thật bất ngờ....
- Huỳnh Nữ Thủy Tiên đổi nghệ danh là Tiên Tiên, đang học Soul Academy của Thanh Bùi, cô sáng tác nhiều bản hit như My everything, Vì tôi còn sống, Say you do...
- Phạm Quốc Huy là nhà vô địch Ngôi nhà âm nhạc 2012, ca sĩ hát nhạc phim Zippo, Mù tạt và em.
- Trương Ngọc Dung là cựu thành viên của nhóm nhạc Trio 666.
- Trần Thị Diễm Hương & Trần Thị Hoàng Oanh là hai chị em ruột, em của Kim Loan - thí sinh top 8 mùa 1 team Trần Lập.
- Hoàng Nhật Minh tham gia Tuyệt đỉnh song ca 2016 - team Đàm Vĩnh Hưng & Dương Triệu Vũ.
- Nguyễn Xuân Lân từng là thành viên nhóm nhạc 4U - phim Những nụ hôn rực rỡ.
- Nguyễn Đức Tùng từng sáng tác 2 ca khúc tham gia Bài hát Việt – VTV3: Cảm xúc mưa (2010), Dấu chân mùa thu (2011), Let’s get loud 2008 (đoạt giải Khuyến khích)
- Dương Hoàng Yến vô địch cuộc thi chung kết Cặp đôi hoàn hảo 2014 cùng NTK Hà Duy.
- Võ Ngọc Khánh tham gia Bước nhảy ngàn cân (mùa 2) cùng biên đạo múa Huỳnh Mến và đạt giải á quân.
- Trần Thị Hồng Gấm vô địch cuộc thi chung kết Ban nhạc quyền năng.